# Cijakan
Cijakan is een bestuurslaag in het regentschap Pandeglang van de provincie Banten, Indonesië. Cijakan telt 3258 inwoners (volkstelling 2010).